# Carnikava (stacja kolejowa)
Carnikava – stacja kolejowa w miejscowości Carnikava, w gminie Ādaži, na Łotwie. Położona jest na linii Ryga - Skulte.

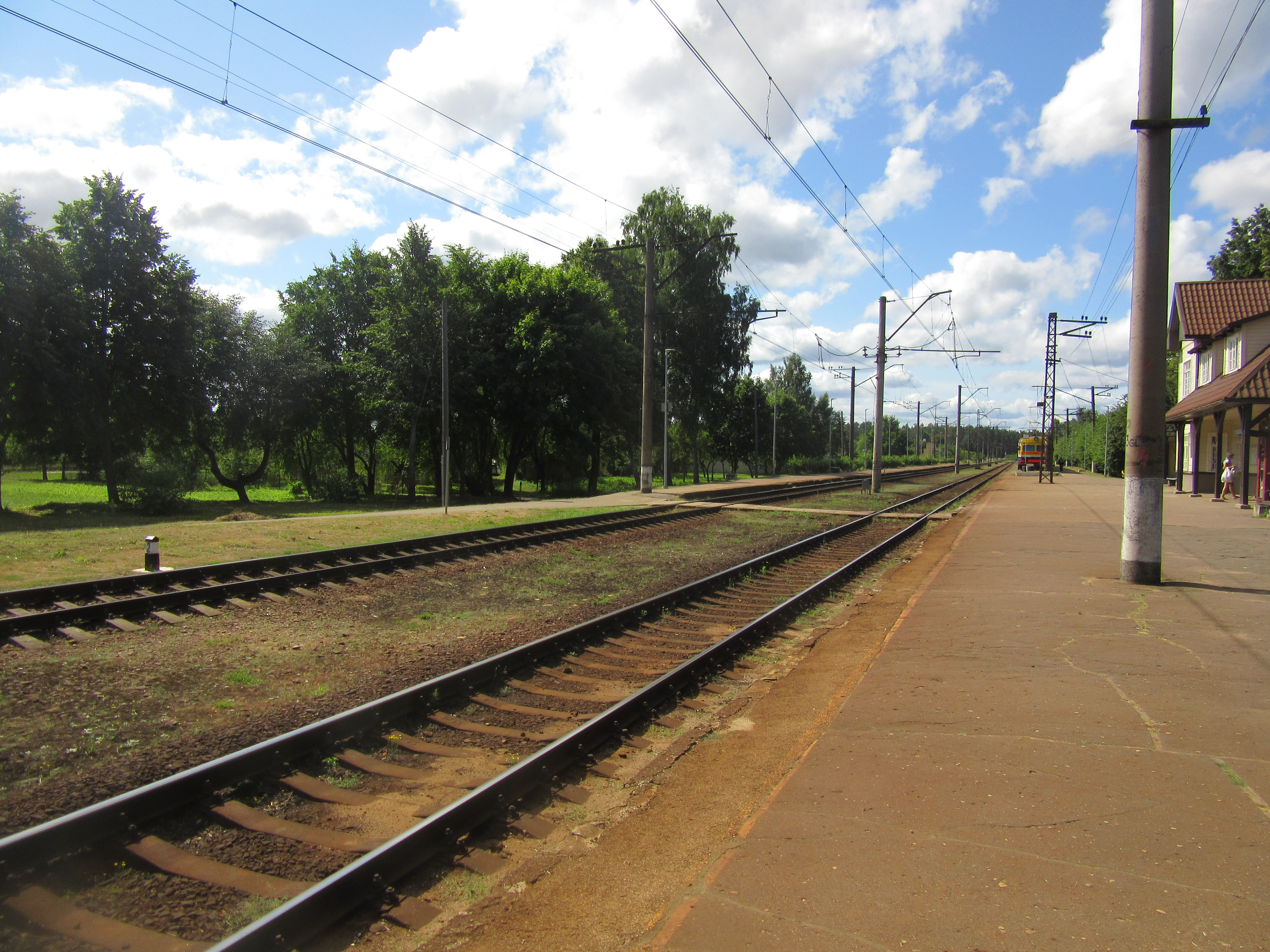
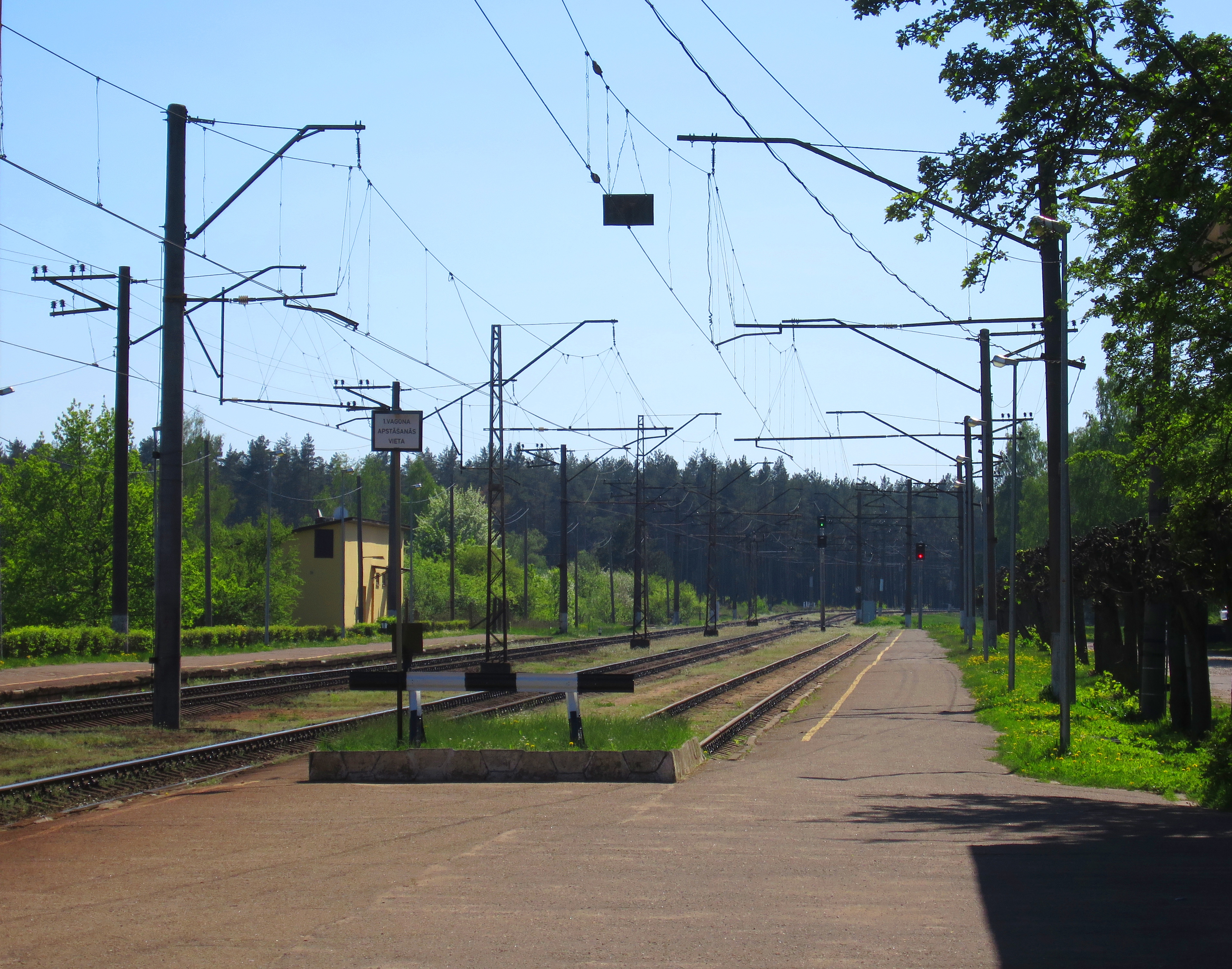